# Železniční trať Čadca–Zwardoń
Železniční trať Čadca – Zwardoń je jednokolejná železniční trať spojující slovenskou Čadcu přes Skalité s polskou pohraniční vsí Zwardoń, odkud pokračuje železniční trať dále do vnitrozemí Polska.

## Historie
Trať byla uvedena do provozu 3. listopadu 1884. Od 1. února 1885 byl provoz zabezpečován Košicko-bohumínskou dráhou. Během druhé světové války byla trať rozsáhle poškozena. Opravena byla až po válce. K obnovení provozu došlo 27. června 1945, pouze však v úseku Čadca – Skalité–Serafínov.
Úsek mezi Skalitým-Serafínovem a Zwardoněm byl zrekonstruován až v roce 1991. První vlak obnoveným úsekem projel 1. června 1992. Mezi lety 1999 až 2002 prošla celá trať rozsáhlou modernizací. V celé délce byla elektrizována napájecí soustavou 3 kV DC. Došlo k obnově železničního spodku i svršku a traťová rychlost byla zvýšena na 100 km/h v úseku Čadca – Skalité a na 70 km/h v úseku Skalité – Zwardoń..